# مدل‌سازی و نشان‌گذاری مدیریت موارد
مدل‌سازی و نشان‌گذاری مدیریت موارد (CMMN) یک نمایشی گرافیکی برای تشریح موارد (Case) در سازمان است و شامل یک فرمت مبادله برای تبادل مدل‌های Case در بین ابزارهای مختلف است. کنسرسیومی متشکل از یازده شرکت در توسعهٔ CMMN مشارکت داشته‌اند و در حال حاضر نیز توسط Object Management Group نگهداری می‌شود.
نسخهٔ اول CMMN در اردیبهشت ۱۳۹۳ معرفی شد و نسخهٔ ۱٫۱ آن در آذرماه ۱۳۹۵ منتشر گردید.